# Buchrain
Buchrain is een gemeente en plaats in het Zwitserse kanton Luzern en maakte deel uit van het district Luzern tot op 1 januari 2008 de districten van Luzern werden afgeschaft.
Buchrain telt 5.282 inwoners.

## Geboren
- Franz Jenny (1895-1977), ambtenaar, jurist en hoogleraar